# UNTAG

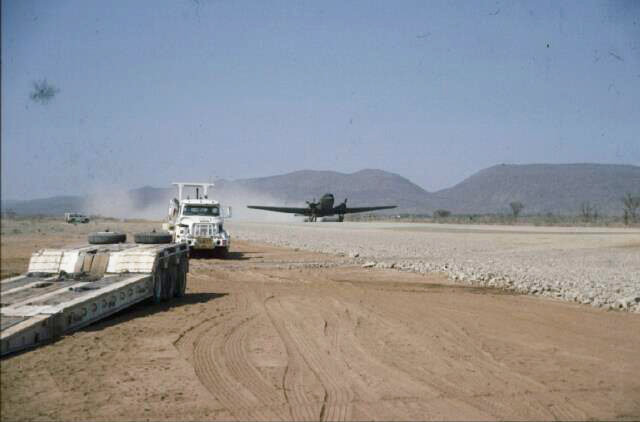
UNTAG

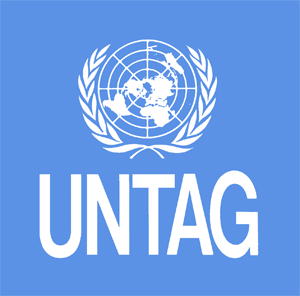
Embleem van UNTAG

De United Nations Transition Assistance Group (UNTAG), of Overgangshulpgroep van de VN in het Nederlands, behelsde vredesoperaties in Namibië tussen april 1989 en maart 1990 na het eind van de Zuid-Afrikaanse Grensoorlog. 
Deze operaties vonden plaats op basis van Resolutie 632 Veiligheidsraad Verenigde Naties. 

## Medailles
Nederlandse deelnemers kwamen in aanmerking voor de Herinneringsmedaille VN-Vredesoperaties.
Zoals gebruikelijk stichtte de secretaris-generaal van de Verenigde Naties een van de Medailles voor Vredesmissies van de Verenigde Naties voor de deelnemers. Deze UNTAG Medaille wordt aan militairen en politieagenten verleend.